# Isak Bjerkebo
Kenneth Viktor Isak Bjerkebo, född 19 januari 2003, är en svensk fotbollsspelare som spelar för IK Sirius i Allsvenskan.

## Klubblagskarriär
Isak Bjerkebo är uppvuxen i Stoby utanför Hässleholm och började spela fotboll i moderklubben Hässleholms IF. Som 13-åring blev han upptäckt av Malmö FF och genomförde sitt första klubbyte.
Under ungdomstiden i Malmö FF gjorde sig Bjerkebo känd som en målskytt av rang och stod bland annat för fyra mål i Uefa Youth League. Som 16-åring provspelade han 2019 också med italienska Parma och blev tvåmålsskytt i SM-finalen när Malmö FF blev P16-mästare. Två år senare prisades han som årets Unicoachforward, vilket går till den bästa anfallaren i U19-Allsvenskan.

### Kalmar FF
Sommaren 2022 lämnade Isak Bjerkebo Malmö FF och spel med deras U19-lag då han skrev på ett tre och ett halvt år långt kontrakt med Kalmar FF. Bara två dagar efter att han blivit spelklar för Kalmar FF fick han göra sin allsvenska debut, då han stod för ett sent inhopp i 0-1-förlusten mot AIK. En knapp månad senare gjorde Bjerkebo sitt första allsvenska mål i sitt tredje framträdande i KFF-tröjan.
Efter att endast gjort två inhopp i Allsvenskan 2023 för Kalmar blev Bjerkebo i juni 2023 utlånad till Superettan-klubben Skövde AIK på ett låneavtal över resten av säsongen. Han gjorde fem mål och två assist på 18 matcher i Superettan 2023.

### Varbergs BoIS
I januari 2024 värvades Bjerkebo av Varbergs BoIS, där han skrev på ett treårskontrakt.

### IK Sirius
I mars 2025 blev Bjerkebo klar för IK Sirius.

## Landslagskarriär
Isak Bjerkebo har representerat Sveriges U17-landslag.
Landslagsdebuten inträffade den 10 maj 2019, då Bjerkebo fanns med i P16-landslagets startelva som förlorade med 0-1 mot Paraguay.

## Karriärstatistik
| Klubb              | Säsong             | Liga               | Liga    | Liga | Nationell cup | Nationell cup | Övrigt  | Övrigt | Totalt  | Totalt |
| Klubb              | Säsong             | Division           | Matcher | Mål  | Matcher       | Mål           | Matcher | Mål    | Matcher | Mål    |
| ------------------ | ------------------ | ------------------ | ------- | ---- | ------------- | ------------- | ------- | ------ | ------- | ------ |
| Kalmar FF          | 2022               | Allsvenskan        | 10      | 1    | 1             | 2             | —       | —      | 11      | 3      |
| Kalmar FF          | 2023               | Allsvenskan        | 2       | 0    | 3             | 1             | —       | —      | 5       | 1      |
| Kalmar FF          | Totalt             | Totalt             | 12      | 1    | 4             | 3             | —       | —      | 16      | 4      |
| Skövde AIK (lån)   | 2023               | Superettan         | 18      | 5    | 0             | 0             | 2       | 0      | 20      | 5      |
| Varbergs BoIS      | 2024               | Superettan         | 0       | 0    | 3             | 2             | —       | —      | 3       | 2      |
| Totalt i karriären | Totalt i karriären | Totalt i karriären | 30      | 6    | 7             | 5             | 2       | 0      | 39      | 11     |

1. ↑  Nedflyttningskvalmatcher mot Falkenbergs FF.[15][16]